# Златоруновский сельсовет
Златору́новский сельсове́т — муниципальное образование (сельское поселение) в Ужурском районе Красноярского края. Административный центр поселения — посёлок Златоруновск.

## География
Златоруновский сельсовет находится южнее Ачинска, на юго-западе Красноярского края, южнее районного центра.

## История
Златоруновский сельсовет наделён статусом сельского поселения в 2005 году.

## Население
| 2010 | 2012  | 2013  | 2014  | 2015  | 2016  | 2017  |
| ---- | ----- | ----- | ----- | ----- | ----- | ----- |
| 1626 | ↘1581 | ↘1524 | ↘1485 | ↘1463 | ↘1442 | ↘1405 |

Гендерный состав
По данным Всероссийской переписи населения 2010 года 8 мужчин и 868 женщин из 1626 чел.

## Состав сельского поселения
В состав сельского поселения входят 5 населённых пунктов:
| № | Населённый пункт | Тип населённого пункта          | Население |
| - | ---------------- | ------------------------------- | --------- |
| 1 | Златоруновск     | посёлок, административный центр | 978       |
| 2 | Кутузовка        | посёлок                         | 167       |
| 3 | Солбатский       | посёлок                         | 167       |
| 4 | Сухая Долина     | посёлок                         | 259       |
| 5 | Учум             | посёлок                         | 55        |